# 叶脉

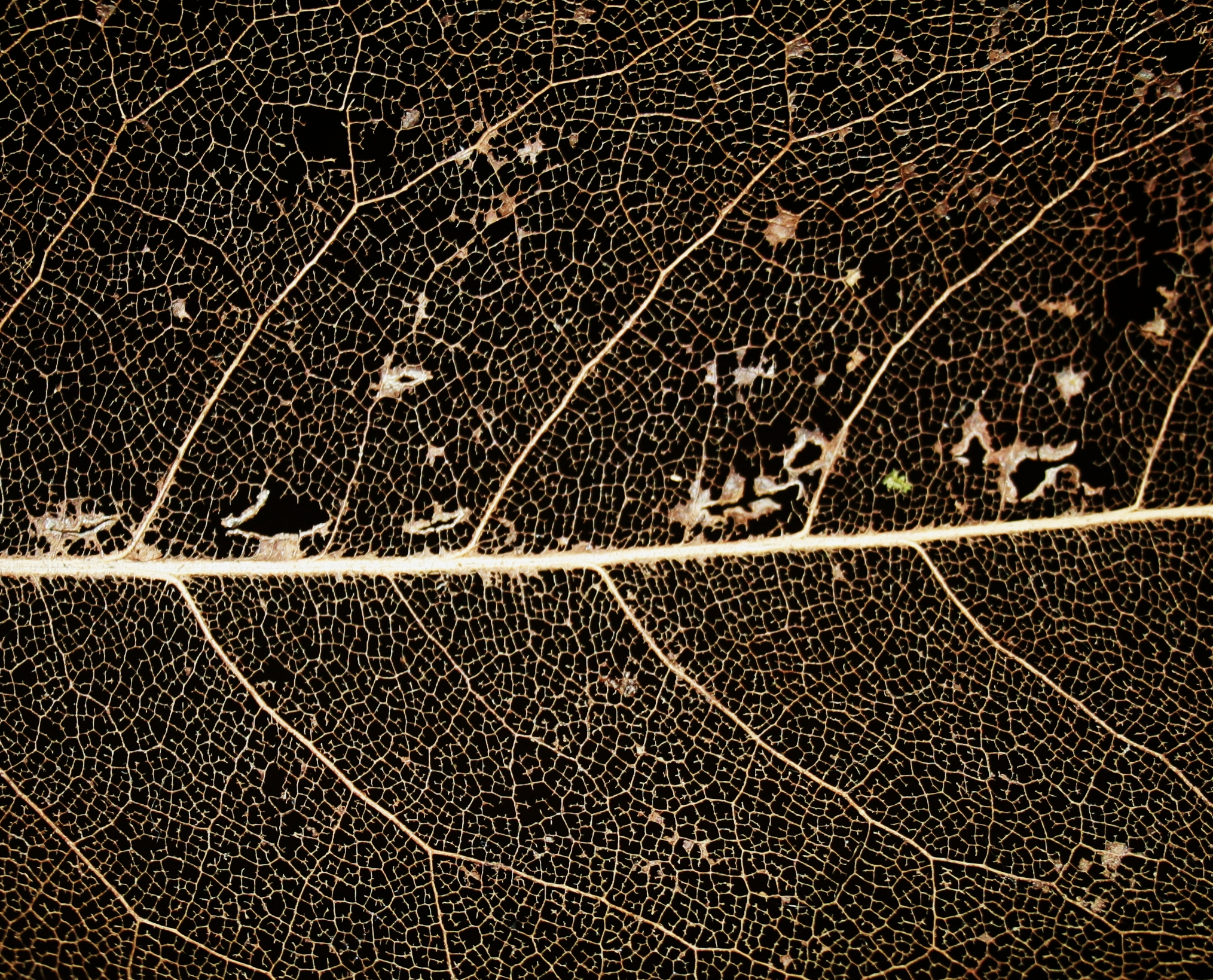
植物的网状叶脉

叶脉是叶片上的维管束组织，具有输导和支持功能。按粗细分为主脉、侧脉和细脉三种。叶脉在叶片中的分布形式称为脉序。维管植物的脉序分为网状脉序和平行脉序。
叶脉密度会影响叶片水分运输。高密度叶脉水分运输效率较高；同时也能提高植物的防御能力，使动物进食时需要消耗更多的能量来切断叶脉。